# Ferenc Kölcsey

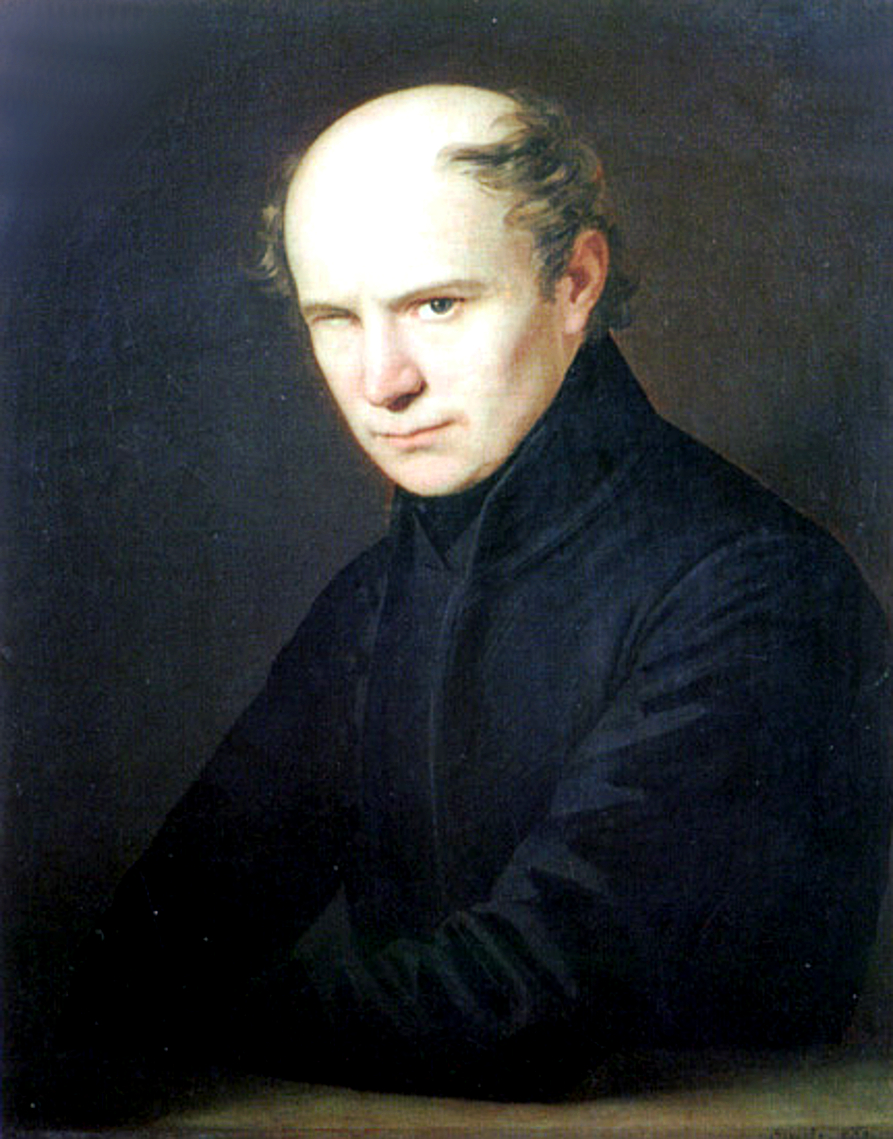
Ferenc Kölcsey

Ferenc Kölcsey (Sződemeter (tegenwoordig Săuca), 8 augustus 1790 - Szatmárcseke, 24 augustus 1838) was een Hongaarse dichter en politicus.

## Levensloop
Ferenc Kölcsey werd geboren in een adellijke familie als zoon van Péter Kölcsey en Ágnes Bölöni. Zijn vader stierf toen Kölcsey vijf jaar oud was. Zijn moeder stuurde hem op vijfjarige leeftijd naar een school in Debrecen, waar hij veertien jaar lang, tot in 1809 studeerde. Hij verloor in zijn kindertijd zijn rechteroog door de pokken. Toen hij elf jaar was, stierf zijn moeder. Mevrouw Panni, de huishoudster, nam trouw de leiding van het huishouden en zorgde voor zowel Kölcsey als voor de drie andere kinderen. Het comitaatsbestuur stelde Antal Gulácsy als voogd van de vier weeskinderen aan. Hij bood het gezin wat materiële steun.
Op dertienjarige leeftijd schreef hij zijn eerste gedichten. In 1805, op de begrafenis van Mihály Csokonai Vitéz ontmoette hij de dichter Ferenc Kazinczy, wiens vriendschap een grote invloed op hem had. Grotendeels vanaf deze tijd werd Kazinczy hoofdleraar en groot voorbeeld van Kölcsey.
In 1809 beëindigde hij zijn studies aan het hervormd college van Debrecen. Hij ging naar Pest om rechten te studeren, maar aan het advocaatsexamen nam hij niet meer deel: hij gaf zijn rechtscarrière op voor de literatuur. In 1813 studeerde Kölcsey dichtkunst. Hij trok weer naar zijn klein landgoed in Álmosd (vlak bij Debrecen). Daar leefde hij alleen voor zijn studies. Ondertussen zorgde hij ook voor zijn jongere broers en zussen.
Op 22 januari 1823 publiceerde hij een van zijn beroemdste gedichten: ‘
 Hymnus’ (Lofzang), met als ondertitel “Uit de stormachtige eeuwen van het Hongaarse volk”. Dit gedicht werd door Ferenc Erkel op muziek gezet en werd het officiële volkslied van Hongarije. Sinds 1989 vieren de Hongaren op 22 januari de Hongaarse dag van Cultuur. Het originele manuscript van dit werk met handtekening van Kölcsey wordt bewaard in de Országos Széchényi Könyvtár, de nationale bibliotheek van Hongarije.
In 1826 reisde hij naar Pest, waar hij het tijdschrift ‘Élet és Literatura’ (Leven en literatuur) oprichtte.
Tijdens aanstelling van de nieuwe comitaatsmandatarissen in 1829 benoemde de gouverneur van het comitaat, baron Miklós Vay, Kölcsey tot ere-vicesecretaris. In 1830 werd hij in Pozsony, het huidige Bratislava, lid van de provinciale afdeling Taalkunde. Hij zetelde er in de directie van de Hongaarse Academie voor Wetenschap. In 1832 werd hij hoofdsecretaris van het comitaat Szatmár en op 6 november van hetzelfde jaar werd hij tot vertegenwoordiger van het parlement verkozen.
Als politicus was hij een aanhanger van de hervormingen. Hij streed voor de hereniging met Transsylvanië en met het Partium, een historische regio in Roemenië die overeenkomt met de huidige regio Crișana. Hij zette zich ook in voor de modernisering van de grondwet om de bevrijding van de lijfeigenen en voor de taalrechten van de Hongaren tegenover de officiële Duitse taal.
Na zijn terugkeer naar huis, trad hij niet meer op de politieke voorgrond, hij leefde uitsluitend voor de literatuur. Op 12 november 1836 werd hij medestichter van het literaire ‘Gezelschap Kisfaludy’. 
Zijn laatste grote werk schreef hij ter verdediging van zijn vriend Wesselényi, die wegens verraad was veroordeeld. Hij overleed snel hierna. Toen hij voor een officiële zending met de koets onderweg was en in stormachtig weer terechtkwam, werd hij verkouden en na een week ziekte, overleed hij op 24 augustus 1838.

## Belangrijkste werken
- Emléklapra (Voor in een dagboek)
- Élet és Literatúra (Leven en Literatuur)
- Huszt (De burcht van Huszt)
- Himnusz
- Paraneisis Kölcsey Kálmánhoz (Aanmaning aan Kálmán Kölcsey)
- Rebellis vers (Opstandig gedicht)
- Vanitatum Vanitas (IJdelheid der ijdelheden)
- Zrínyi dala (Het lied van Zrínyi)
- Zrínyi második éneke (Het tweede lied van Zrínyi)

## Nagedachtenis

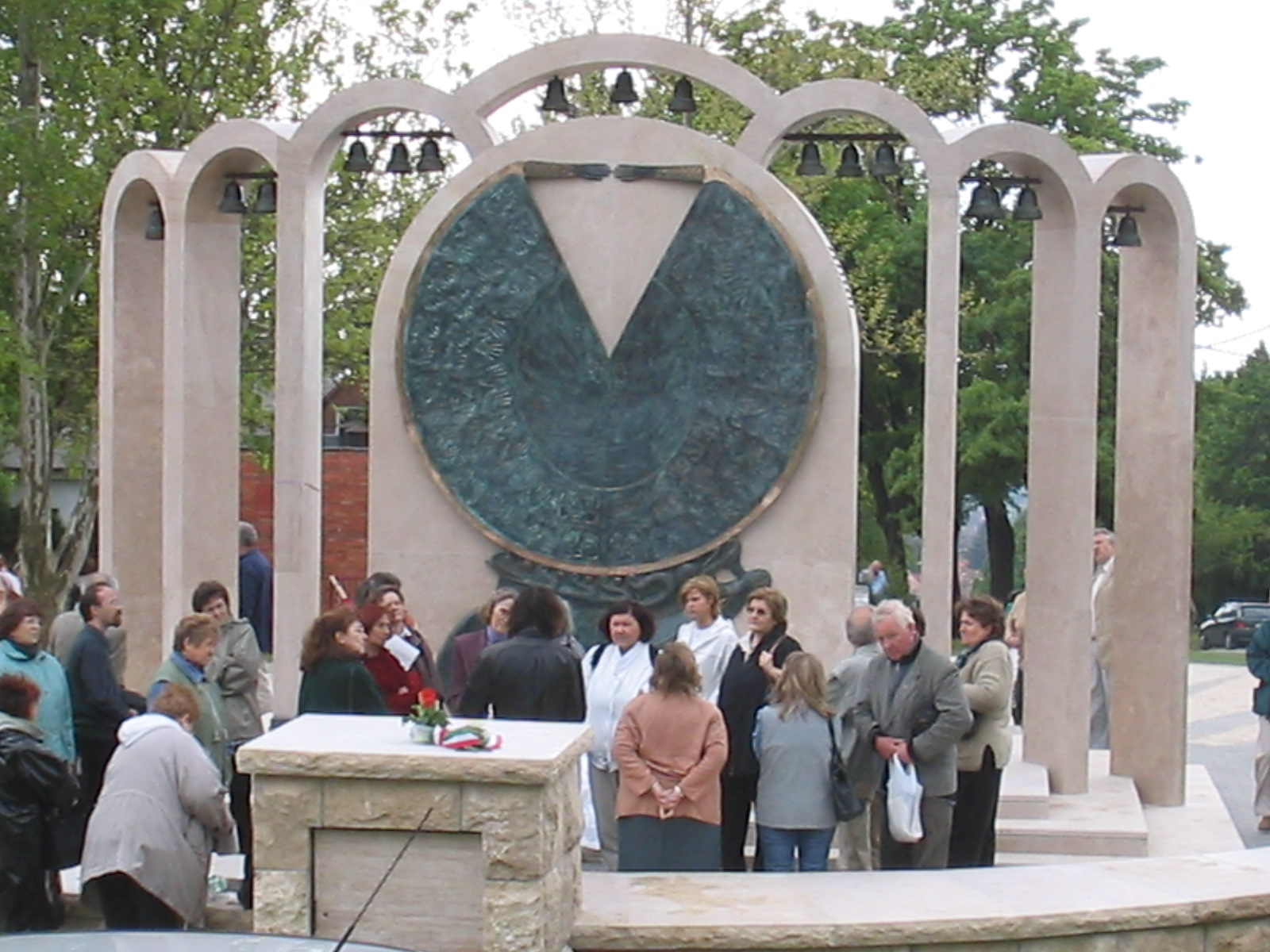
De achterzijde van het Himnusz-standbeeld in Boedapest
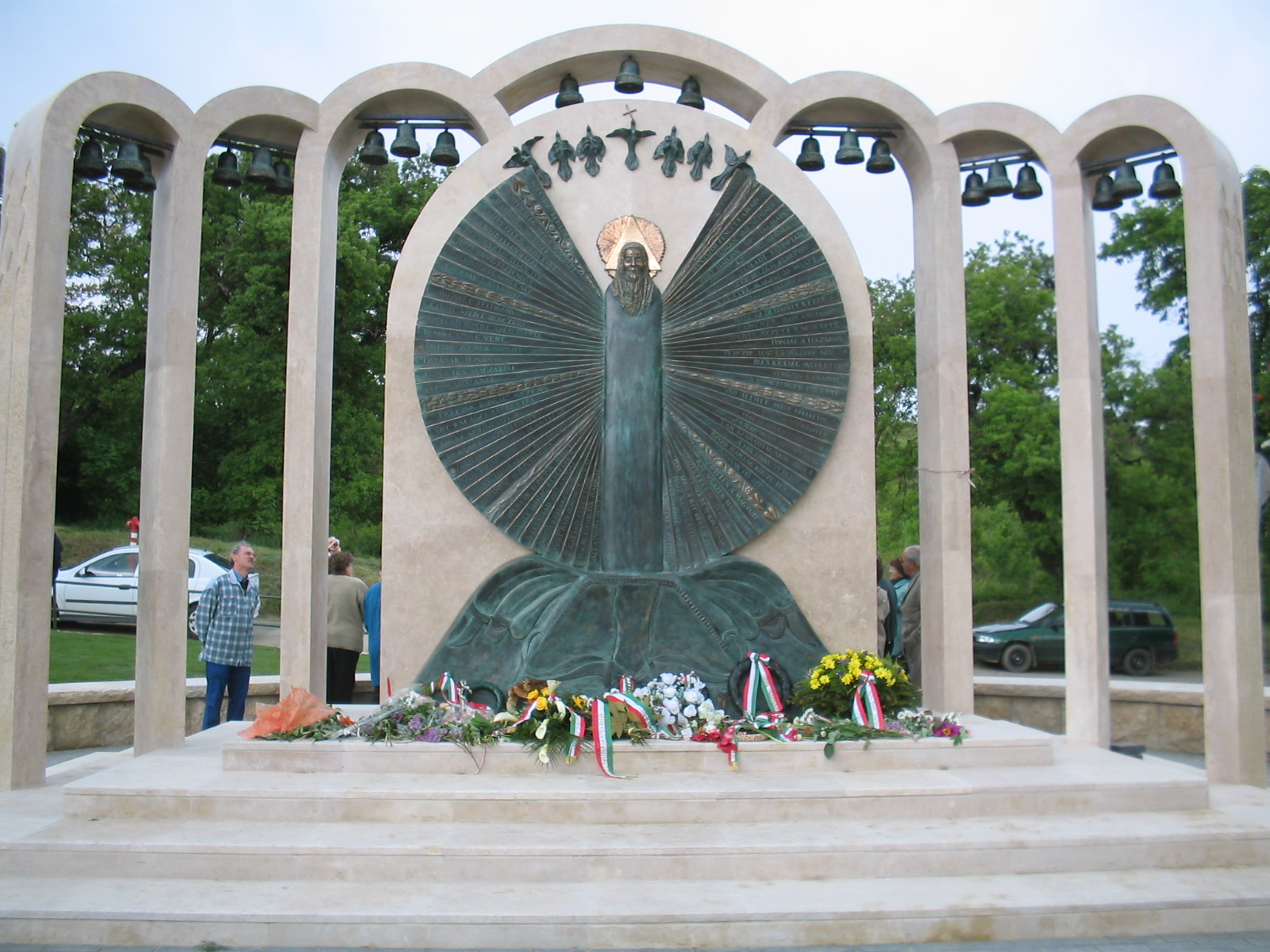
Voorkant van het Himnusz-standbeeld
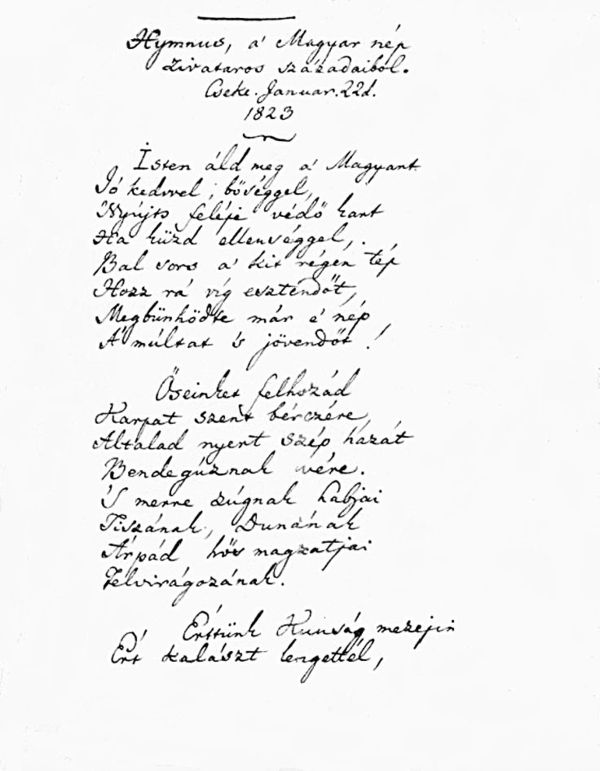
De eerste bladzijde van het manuscript van het Himnusz
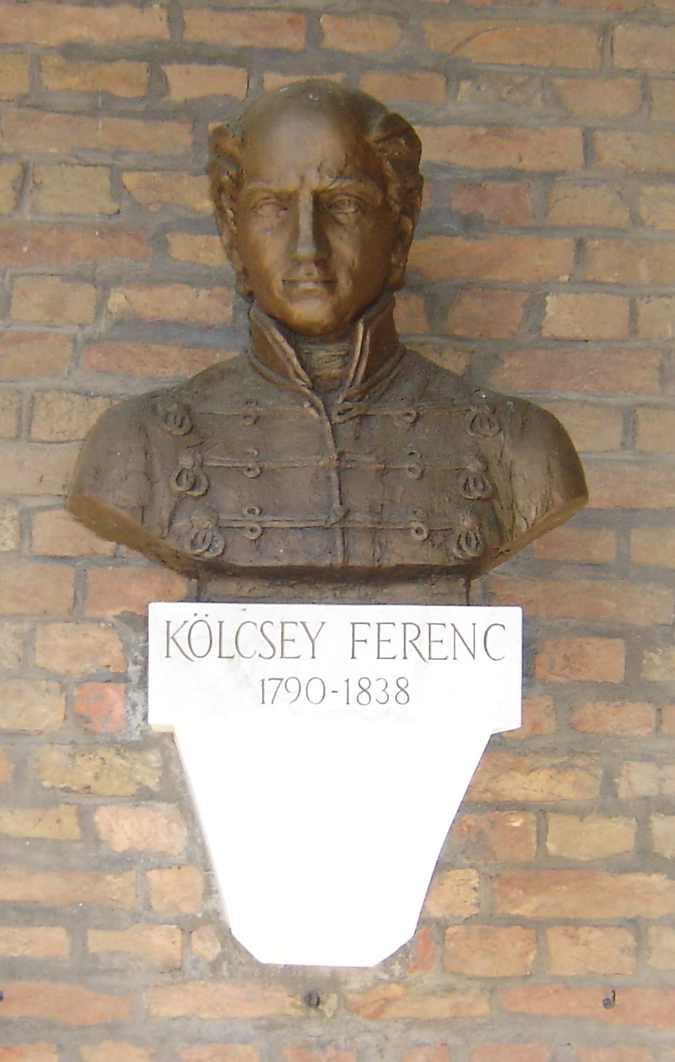
Borstbeeld van Ferenc Kölcsey in Szeged, werk van Veronika Fűz